# دیپلوتومودون
دیپلوتومودون (نام علمی: Diplotomodon) نام یک سرده از راسته خزنده‌کفلان است.